# Altstadt-Lehel

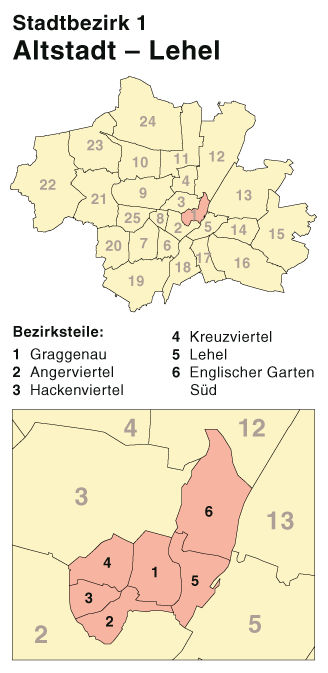
Vị trí quận 1 tại München

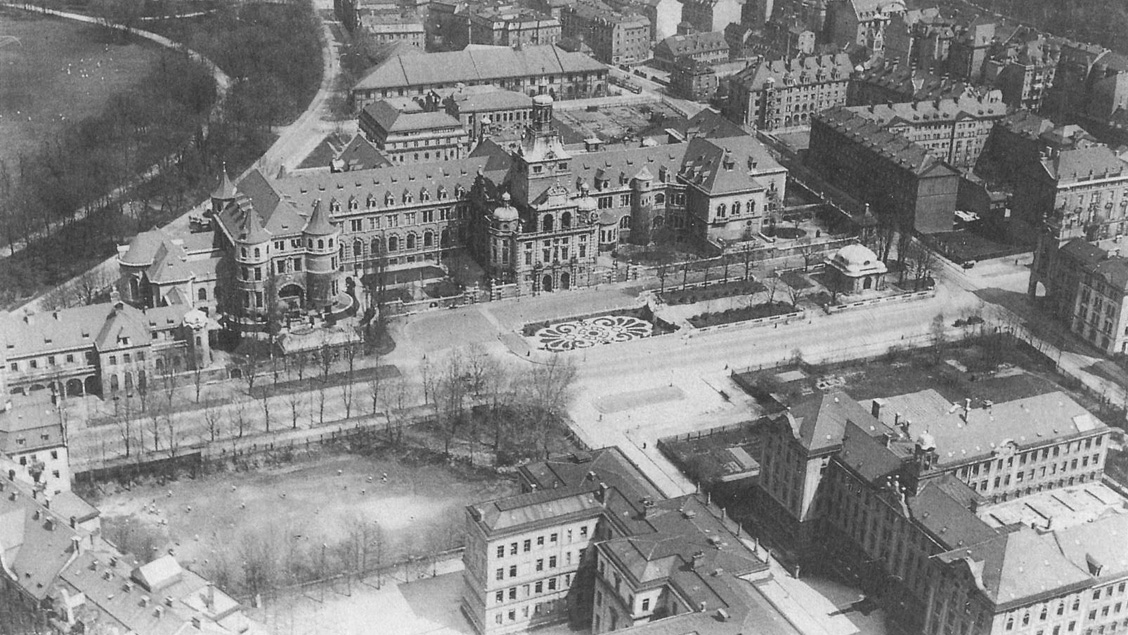
Nhìn xuống Bảo tàng Quốc gia Bayern tại Lehel (thập niên 1910)

Altstadt-Lehel là quận 1 của thành phố München. Nó bao gồm 2 khu phố Phố cổ và Lehel.

## Vị trí
Quận này gồm có phố cổ lịch sử và khu phố Lehel, nằm về hướng Đông Bắc của nó.
Biên giới của Phố cổ chủ yếu là vòng đai Phố cổ. Ngoại lệ là ở phía Bắc với khúc đường Galeriestraße - Brienner Straße và ở phía Đông Tây quãng đường Müllerstraße-Rumfordstraße.
Lehel có ranh giới với sông Isar ở phía Đông và với Königinstraße ở phía Tây cũng như Tivolistraße ở phía Bắc và Zweibrückenstraße ở phía Nam. Về phía Tây Nam thì vòng đai Phố cổ là biên giới với Altstadt. Cả phần phía Bắc của Museumsinsel cũng như đảo Prater thuộc về Lehel.

## Khu vực
Quận Altstadt-Lehel gồm 2 khu phố:
- Phố cổ, trung tâm lịch sử của thành phố, trong thời Trung cổ có một tường thành vây quanh và
- Lehel, đã có từ thời Trung cổ và thuộc Münchner Burgfrieden, vì vậy thường được gọi là khu phố ngoại ô lâu đời nhất. Về quản lý hành chánh và vấn đề thống kê quân 1 được chia ra làm 6 khu vực.

1. Graggenauer Viertel
2. Angerviertel
3. Hackenviertel
4. Kreuzviertel
5. Lehel
6. Englischer Garten Süd

Bốn khu vực đầu của quận tương ứng với những khu lịch sử của Phố cổ.

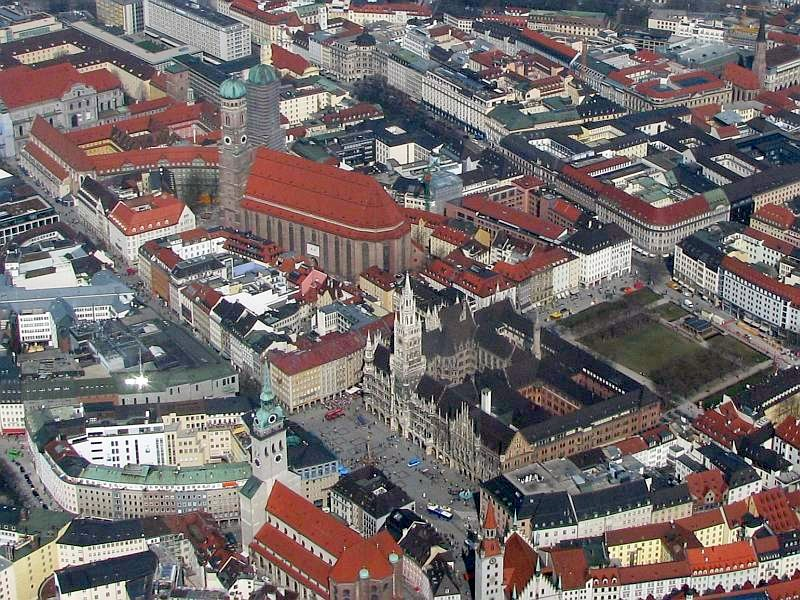
Nhìn từ trên không xuống Phố cổ

## Literatur
- Florian Breu: Die Münchener Stadtbezirke nach der Stadtgebietsneugliederung. In: Münchener Statistik. Nr. 1, 1996, ISSN 0171-0583, S. 1-14.
- Klaus Gallas: München. Von der welfischen Gründung Heinrichs des Löwen bis zur Gegenwart: Kunst, Kultur, Geschichte. DuMont, Köln 1979, ISBN 3-7701-1094-3 (DuMont-Dokumente: DuMont-Kunst-Reiseführer).
- Helmuth Stahleder: Von Allach bis Zamilapark. Namen und historische Grunddaten zur Geschichte Münchens und seiner eingemeindeten Vororte. Hrsg. v. Stadtarchiv München. Buchendorfer Verlag, München 2001, ISBN 3-934036-46-5.